# Botindé
Botindé est une localité du sud-est de la Côte d'Ivoire, et appartenant au département de Tiassalé, dans la Région des Lagunes. La localité de Botindé est un chef-lieu de commune.
Elle est le siège de l'Espace Siablé, centre artistique créé par le chorégraphe et danseur ivoirien Joseph Aka.